# Wolf Mutschler
Wolf E. Mutschler (* 3. Oktober 1948 in Nagold) ist ein deutscher Chirurg, Hochschullehrer und Autor.

## Leben
Mutschler studierte Humanmedizin am Physiologischen Institut der Johannes Gutenberg-Universität Mainz (Promotion 1975). Von 1999 bis 2012 war er Direktor der Chirurgischen Klinik und Poliklinik – Innenstadt der LMU. Ihm unterstanden dort 17 Oberärzte, 31 Assistenzärzte, 150 Pflegekräfte, 20 MTA/MRTA und 3 Sozialarbeiter.
Am 10. Juli 2013 wurde Wolf Mutschler in der Sektion Chirurgie, Orthopädie und Anästhesiologie als Mitglied in die Nationale Akademie der Wissenschaften Leopoldina aufgenommen.

## Publikationen (Auswahl)
- Ein Algorithmus zur Erkennung der P-Welle im orthogonalen Elektrokardiogramm, Mainz, Universität Fachbereich 05–10 – Medizin, Dissertation, 1975. OCLC 252084607
- Die biomechanische Belastbarkeit verschiedener Knorpeltransplantate im Tierversuch, Ulm, Universität, Habilitationsschrift, 1984. OCLC 722670298
- Knorpeltransplantation tierexperimentelle Unters. über Biomechanik u. Morphologie von autologen u. homologen Knorpelstücktransplantaten sowie homologen Chondrozytenzellsuspensionen, mit Lutz Claes, Stuttgart New York Thieme 1985. ISBN 978-3-13-540101-0
- Mit Carl Joachim Wirth und Stefanie Adolf: Facharztprüfung Orthopädie und Unfallchirurgie: 1000 kommentierte Prüfungsfragen, Thieme, 2. Aufl. 2013, ISBN 978-3-13-140651-4

## Auszeichnungen
- 1984: Merckle-Forschungspreis der Universität Ulm
- 1995: Forumspreis der Deutschen Gesellschaft für Unfallchirurgie
- 1996: Forumspreis der Deutschen Gesellschaft für Unfallchirurgie
- 2001: Innovationspreis der Deutschen Gesellschaft für Unfallchirurgie
- 2002: Innovationspreis der Deutschen Gesellschaft für Unfallchirurgie
- 2008: Dieffenbach-Büste der Deutschen Gesellschaft für Unfallchirurgie
- 2011: Lehrpreis der Medizinischen Fakultät der LMU München

## Mitgliedschaften
- 1999: Ehrenmitglied der Association of Surgeons of India
- 2011: Ehrenmitglied der Vereinigung der Bayerischen Chirurgen
- 2013: Ehrenmitglied der Deutschen Gesellschaft für Chirurgie